# Keunaloi
Keunaloi is een bestuurslaag in het regentschap Aceh Besar van de provincie Atjeh, Indonesië. Keunaloi telt 441 inwoners (volkstelling 2010).